# استیو مارلت
استیو مارلت (به فرانسوی: Steve Marlet) بازیکن فوتبال و هافبک اهل فرانسه است که از سال ۲۰۰۰ تا ۲۰۰۴ میلادی عضو تیم ملی فوتبال فرانسه بوده‌است. وی در ۲۳ بازی ملی حضور داشته است و در بازی‌های ملی‌اش ۶ گل به ثمر رساند.